# Plagiognathus tsugae
Plagiognathus tsugae är en insektsart som först beskrevs av Knight 1923.  Plagiognathus tsugae ingår i släktet Plagiognathus och familjen ängsskinnbaggar. Inga underarter finns listade i Catalogue of Life.